# Rosa leschenaultiana
Rosa leschenaultiana (троянда нілґірська) — вид рослин з родини трояндових (Rosaceae).

## Опис
Це розлогий, виткий, колючий кущ з гачкуватими колючками. Листки чергові, непарно-перисті, до 10 × 8 см; кінцевий листочок довгасто-яйцеподібний, до 6 × 3 см, ніжка листка 1 см; бічні листочки довгасто-еліптичні, до 4,5 × 2.5 см, майже без ніжок. Прилистки прилягають до основи стебла листя, до 1.5 см, залозисті. Квітки білі, дуже ефектні, до 7 см завширшки, поодинокі або в малоквіткових щитках. Квітконіжка до 3 см, з рясними залозами. Чашолистків 5, ланцетні, до 2,5 × 0.6 см, дуже залозисті. Пелюстків 5, зворотно-яйцеподібні, 3 см ушир, перекриваються. Тичинки численні, нитки 1 см. Плід яйцеподібний.

## Поширення
Вид зростає на півдні Індії.

## Синоніми
Синоніми: Rosa wallichii Sabine